# Priapulites
Priapulites (†) is een uitgestorven geslacht in de taxonomische indeling van de peniswormen (Priapulida).